# Peyton List (attrice 1986)
Peyton Elizabeth List (Boston, 8 agosto 1986) è un'attrice statunitense.
È nota per aver interpretato i personaggi di Lucy Montgomery nella soap opera Così gira il mondo (2001-2005); Cameron Collinsworth nalle serie televisiva Big Shots (2007-2008); Jane Sterling nella serie televisiva Mad Men (2008-2013); Nadia nella serie televisiva Streghe (2020-2021).
Ha interpretato i presonaggi DC Comics di Lucy Lane, sorella di Lois Lane, nella serie televisiva Smallville (2005-2010); Lisa Snart / Golden Glider nella serie televisiva The Flash (2015); Ivy Pepper / Poison Ivy nella serie televisiva Gotham (2018-2019), ruolo poi ripreso anche nel film d'animazione Batman: Hush (2019).
Nel 2020 ha impersonato inoltre la romulana Narissa nella serie televisiva di fantascienza Star Trek: Picard, settima serie televisiva live action del franchise di fantascienza Star Trek.

## Biografia
Peyton List nasce a Boston, in Massachusetts, da Douglas List e Sherri Anderson, e cresce a Baltimora, Maryland, con la sorella Brittany. Frequenta la scuola materna Cedarcroft a Kennett Square, in Pennsylvania, e la Calvert School a Baltimora, per poi frequentare la Roland Park Country School a Baltimora. Studia danza classica alla School of American Ballet nell'Upper West Side a Manhattan, New York. Comincia a recitare all'età di 8 anni e a lavorare come modella a 9, apparendo per sei volte sulla copertina della rivista per adolescenti Girl's Life. Come ballerina compare in una rappresentazione de Lo schiaccianoci di Pëtr Il'ič Čajkovskij con il Moscow Ballet.
La sua prima apparizione significativa è nel 1997, assieme alla sorella, nel ruolo di una delle "figlie della porta accanto" nel film Washington Square - L'ereditiera. Nel 2000 ottiene una piccola parte in un episodio della serie televisiva di HBO Sex and the City. L'anno seguente prende parte a un episodio di Law & Order - Unità vittime speciali, entrando poi nel cast della soap opera Così gira il mondo, dove interpreta il ruolo di Luce Montgomery. Il personaggio era già stato in precedenza impersonato da Amanda Seyfried e verrà successivamente interpretato da Spencer Grammer e da Sarah Glendening. La parte le vale una candidatura ai Soap Opera Digest Awards in qualità di nuova coppia preferita assieme a Grayson McCouch. Lascia la soap opera nel 2005.
Tra il 2005 e il 2010 compare in due episodi della serie televisiva Smallville basata sui personaggi DC Comics di Clark Kent (Tom Welling) e Lana Lang (Kristin Kreuk) e ambientata nella cittadina immaginaria di Smallville. Peyton List vi interpreta il prsonaggio di Lucy Lane, la sorella minore di Lois Lane (Erica Durance). Sempre nel 2005 prende parte a singoli episodi delle serie televisive Senza traccia, CSI: Miami, CSI: NY e One Tree Hill, nel ruolo di guest star. Nel 2005 è anche nel film per il grande schermo Il più bel gioco della mia vita. Nel 2006 ottiene il ruolo di Tally Reida nella serie televisiva drammatica Windfall, che però viene cancellata dopo la prima stagione. Nel 2007 recita nella serie Big Shots, dove interpreta il personaggio di Cameron Collinsworth, figlia di Duncan Collinsworth (Dylan McDermott), ma anche questa serie viene cancellata dopo la prima stagione. Nel 2008 compare nelle serie televisive Moonlight, Ghost Whisperer - Presenze. Sempre nel 2008 è nei film Shuttle - L'ultima corsa verso l'oscurità e Deep Winter. Dal 2008 a 2013 compare nel ruolo ricorrente di Jane Sterling nella serie televisiva Mad Men, a partire dalla seconda stagione e fino alla sesta, per un totale di 16 episodi complessivi. Nel 2009 compare nell'episodio della settima stagione Il signor Monk e il mago, della serie televisiva Detective Monk, in cui impersona Tanya Adams, assistente e amante del mago Karl Torini (Steve Valentine), con cui si confronta Adrian Monk (Tony Shalhoub). Tra il 2009 e il 2010 è nel ruolo di Nicole Kirby, nella serie televisiva FlashForward.
Nel 2010 compare nella serie televisiva Hawaii Five-0. Mentre nel 2012 compare nella serie televisiva House of Lies e nel film Incontro con il male. Lo stesso anno compare in quattro episodi della serie televisiva 90210, nel ruolo di professoressa e amante di Liam Court, interpretato da Matt Lanter. Nel 2013 ottiene il ruolo di Cara Coburn, personaggio principale della serie The Tomorrow People, serie che viene tuttavia cancellata dopo la prima stagione. Nel 2015 interpreta la parte della criminale Lisa Snart, sorella di Leonard Snart, soprannominatai Golden Glider, nella serie televisiva DC Comics The Flash, comparendo come guest star nella prima e seconda stagione, per un totale complessivo di tre episodi. Nel 2016 veste i panni di Raimy Sullivan, protagonista della serie televisiva poliziesco-fantascientifico Frequency. Dal 2018 è il villain Ivy Pepper (Poison Ivy), ruolo precedentemente ricoperto da Maggie Geha e Clare Foley, nella serie televisiva DC Comics Gotham, prequel di Batman. Dal 2018 interpreta il personaggi di Amy Leonard nella terza stagione della serie televisiva Colony.
Nel 2020 entra a far parte del cast della seconda stagione di Star Trek: Picard, settima serie televisiva live action del franchise di fantascienza Star Trek creato da Gene Roddenberry negli anni sessanta con la serie classica, nonché sequel della serie televisiva Star Trek: The Next Generation, poiché basta sulle avventure di un anziano capitano Jean-Luc Picard (Patrick Stewart) ormai ritirato dalla Flotta Stellare. Peyton List vi interpreta il personaggio del Narissa, una romulana, agente segreto e spia della Tal Shiar, il servizio di intelligence romulano, e adepta della Zhat Vash, che si infiltra nella Flotta alterando il proprio aspetto così da sembrare umana, utilizzando il nome di Rizzo. Narissa è inoltre la sorella di Narek (Harry Treadaway), anch'egli spia romulana della Tal Shiar, con cui ha un rapporto incestuoso. Tra 2020 e 2021 è in alcuni episodi della seconda e terza stagione della serie televisiva Streghe, remake della più nota serie televisiva omonima del 1998. Nella serie Peyton List vi interpreta il personaggio di Nadia, una scienziata mortale che fa parte di una fazione di mortali che desidera impossessarsi della magia.

## Omonimia
Condivide lo stesso nome con un'altra attrice nata nel 1998, che, per evitare confusione, usa il nome Peyton R. List. La politica del sindacato SAG-AFTRA proibirebbe agli attori di usare lo stesso nome, tuttavia questo caso è passato inosservato perché la Peyton più anziana ha usato il suo secondo nome Elizabeth per iscriversi alla SAG-AFTRA.
Le due attrici sono comparse nella stessa scena in Così gira il mondo. Anni dopo, la List più giovane ha dichiarato di essersi confusa quando hanno soggiornato nello stesso hotel, dal momento che le sono stati assegnati un ordine del giorno e una segreteria telefonica dell'altra Peyton List.

## Agenzie
- Ford Models, New York

## Filmografia

### Attrice

#### Cinema
- Washington Square - L'ereditiera (Washington Square), regia di Agnieszka Holland (1997)
- Il più bel gioco della mia vita (The Greatest Game Ever Played), regia di Bill Paxton (2005)
- Shuttle - L'ultima corsa verso l'oscurità (Shuttle), regia di Edward Anderson (2008)
- Deep Winter, regia di Mikey Hilb (2008)
- Low Fidelity, regia di Devon Gummersall (2011)
- Incontro con il male (Meeting Evil), regia di Chris Fisher (2012)
- Playing It Cool, regia di Justin Reardon (2014)
- Spinning Gold, regia di Timothy Scott Bogart (2023)

#### Televisione
- Sex and the City – serie TV, episodio 3x15 (2000)
- Così gira il mondo (As the World Turns) – soap opera, 212 episodi (2001-2005)
- Law & Order - Unità vittime speciali (Law & Order: Special Victims Unit) – serie TV, episodi 2x09-4x25-18x16 (2001-2017)
- Just Legal – serie TV, episodio 1x01 (2005)
- Senza traccia (Without a Trace) – serie TV, episodio 4x03 (2005)
- CSI: Miami – serie TV, episodio 4x07 (2005)
- CSI: NY – serie TV, episodio 2x07 (2005)
- Smallville – serie TV, episodi 4x16-10x07 (2005-2010)
- One Tree Hill – serie TV, episodio 3x14 (2006)
- Windfall – serie TV, 11 episodi (2006)
- Day Break – serie TV, episodi 1x02-1x03-1x04 (2006)
- Big Shots – serie TV, 11 episodi (2007-2008)
- Moonlight - serie TV, episodio 1x14 (2008)
- Ghost Whisperer - Presenze (Ghost Whisperer) – serie TV, episodio 4x04 (2008)
- CSI - Scena del crimine (CSI: Crime Scene Investigation) - serie TV, episodio 9x05 (2008)
- Mad Men – serie TV, 16 episodi (2008-2013)
- Detective Monk (Monk) – serie TV, episodio 7x15 (2009)
- FlashForward – serie TV, 22 episodi (2009-2010)
- Hawaii Five-0 – serie TV, episodio 1x11 (2010)
- Charlie's Angels – serie TV, episodio 1x06 (2011)
- House of Lies – serie TV, episodio 1x07 (2012)
- 90210 – serie TV, 4 episodi (2012)
- The Tomorrow People – serie TV, 22 episodi (2013-2014)
- The Flash – serie TV, episodi 1x16-1x22-2x03 (2015) - Lisa Snart / Golden Glider
- Blood & Oil – serie TV, 6 episodi (2015)
- Frequency – serie TV, 14 episodi (2016-2017)
- Mission Control, regia di Jeremy Podeswa - film TV (2017)
- Colony – serie TV, 9 episodi (2018)
- Gone Baby Gone, regia di Phillip Noyce - film TV (2018)
- Gotham – serie TV, 5 episodi (2018-2019) - Ivy Pepper / Poison Ivy
- Star Trek: Picard - serie TV, 7 episodi (2020)
- Streghe - serie TV, 5 episodi (2020-2021)
- The Rookie - serie TV, 7 episodi (2021-2025)
- Natale a Maple Valley (A Maple Valley Christmas), regia di Paul Ziller - film TV (2022)
- NCIS: Hawai'i – serie TV, episodio 3x05 (2024)
- 9-1-1: Lone Star - serie TV, episodio 5x09 (2024)

#### Videoclip
- Noel Gallagher's High Flying Birds If I Had a Gun..., regia di Mike Bruce (2011)

### Doppiatrice

#### Cinema
- Batman: Hush – regia di Justin Copeland (2019) - Poison Ivy

#### Televisione
- Blade Runner: Black Lotus - serie animata, 5 episodi (2021-2022)

## Programmi televisivi
- SoapTalk - talk-show (2003)
- Piper's Picks TV - talk-show (2011)
- BuzzFeed Celeb - talk-show (2013)
- Fashion News Live - news show (2014)
- Nickelodeon Kids' Choice Awards 2022, regia di Glenn Weiss e Chris Valenziano - speciale TV (2022)
- The D-Con Chamber - talk-show (2024)

## Radio
- Colony: The Official Podcast - serie di podcast (2017)
- TalkVille - serie di podcast (2024)

## Teatro
- Lo schiaccianoci, di Pëtr Il'ič Čajkovskij

## Riconoscimenti
- Soap Opera Digest Awards
  - 2005 - Candidatura alla nuova coppia preferita per Così gira il mondo (condiviso con Grayson McCouch)

## Doppiatrici italiane
Nelle versioni in italiano delle opere in cui ha recitato, Peyton List è stata doppiata da:
- Francesca Fiorentini in CSI: NY, Law & Order - Unità vittime speciali (ep. 18x16)
- Laura Lenghi in The Flash, Gotham
- Myriam Catania in Il più bel gioco della mia vita
- Sabrina Duranti in CSI: Miami
- Alessia Amendola in Smallville (ep. 4x16)
- Letizia Ciampa in Smallville (ep. 10x07)
- Letizia Scifoni in Monk
- Domitilla D'Amico in Senza traccia
- Francesca Manicone in FlashForward
- Chiara Gioncardi in The Tomorrow People
- Tiziana Avarista in Charlie's Angels
- Monica Ward in CSI - Scena del crimine
- Beatrice Margiotti in Mad Men
- Roberta De Roberto in 90210
- Jolanda Granato in Playing it Cool
- Benedetta Degli Innocenti in Frequency
- Angela Brusa in Streghe (2018)
- Laura Amadei in Big Shots
- Mattea Serpelloni in Colony
- Vanessa Giuliani in The Rookie
- Alessandra Eleonori in The Rookie (ep. 5x02)
- Daniela Calò in NCIS: Hawai'i
- Giorgia Locuratolo in 9-1-1: Lone Star

Da doppiatrice è stata sostituita da:
- Daniela Abbruzzese in Batman: Hush